# Rundfunkjahr 1987

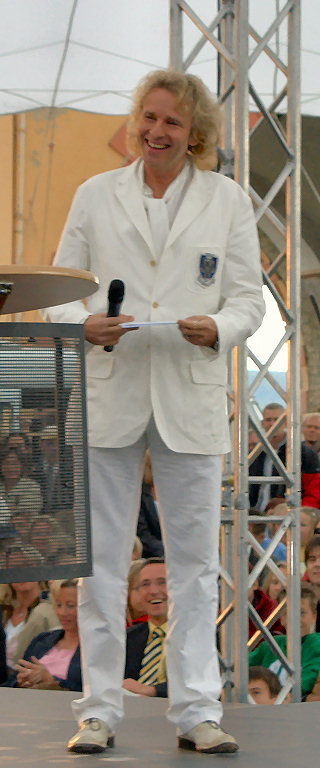
Thomas Gottschalk moderiert zum ersten Mal eine Ausgabe der Samstagabendshow Wetten, dass ..?

Liste der Rundfunkjahre

◄◄ | ◄ | 1983 | 1984 | 1985 | 1986 | Rundfunkjahr 1987 | 1988 | 1989 | 1990 | 1991 | ► | ►►

Weitere Ereignisse

## Allgemein
- Der bisherige französische öffentlich-rechtliche Sender RTF (Office de Radiodiffusion Télévision Française) wird in einer in Europa bislang einzigartigen Aktion privatisiert.
- In Chicago wird das Museum of Broadcast Communications eröffnet.
- Die japanische JVC führt den zu VHS abwärtskompatiblen S-VHS-Standard ein. Das Format, das durch getrennte Verarbeitung des Helligkeits- und des Farbsignals eine deutlich bessere Bildauflösung als VHS bietet, wendet sich vor allem an ambitionierte Amateurfilmer.
- Auf der Computermesse CeBIT stellt der amerikanische Hersteller Commodore International seinen Amiga 500 vor. In den späten 1980er Jahren wird der Amiga wegen seiner herausragenden Audio- und Grafikleistungen als Spielecomputer geschätzt, der ebenfalls vorgestellte, ursprünglich für den Profimarkt konzipierte Amiga 2000 findet aufgrund dieser Eigenschaften Verbreitung in der Szene der Videoamateure.
- 12. Februar – Der Autor und Filmemacher Alexander Kluge gründet die Fernsehproduktionsfirma dctp.
- 6. Mai – Die ARD und der DFF unterzeichnen einen Kooperationsvertrag über den gegenseitigen Austausch von Programmmaterial. So ist die DDR-Produktion  Sachsens Glanz und Preußens Gloria im Westfernsehen zu sehen.
- Dezember – In Deutschland kommen die ersten DAT-Rekorder in den Handel, die rasch Verbreitung im professionellen Einsatz von Fernseh- und Radiostationen finden. Der Streit mit der Musikindustrie um hochwertige Digitalkopien von CDs verhindert jedoch einen früheren Verkaufsstart. Dennoch gelingt es Tüftlern bereits Monate zuvor mittels eines in der Fachzeitschrift Stereo veröffentlichen einfachen Tricks die Kopiersperre zu umgehen.[1]
- 31. Dezember – RTL Plus verlegt seinen Sitz von Luxemburg nach Köln.

## Hörfunk
- Dieter Dorner wird neuer Programmchef des österreichischen Popsenders Ö3 und löst damit Rudolf Klausnitzer (seit 1979) in dieser Funktion ab.
- Auf Ö3 ist wieder die von Wolfgang Kos gestaltete wöchentliche Sendung Popmuseum zu hören.
- Nach rund 3.000 Folgen wird die von Walter Richard Langer moderierte Musiksendung Vokal – Instrumental – International eingestellt.
- 1. Januar – Der amerikanische Präsident Ronald Reagan wendet sich in seiner Neujahrsansprache, die von Radio Moskau übernommen wird, direkt an die Bevölkerung der Sowjetunion.
- 1. Januar – Der SFB führt mit SFB 4 ein viertes Hörfunkprogramm ein.
- 4. September – Auf Ö3 ist ein aus Turin live übertragenes Konzert der Who’s that Girl-Welttournee von Madonna zu hören.
- 5. Oktober – Der BR eröffnet seine Betriebszentrale in München-Freimann.
- Dezember – Auf Ö1 startet ein neues Programmschema mit neuen Sendungen wie der Interviewreihe Im Gespräch von Peter Huemer und der Featurereihe Tonspuren – Hörbilder zu Literatur. Erster Interviewgast Peter Huemers ist der Schriftsteller Peter Handke.

## Fernsehen
- 10. Januar – Das Bayerische Fernsehen strahlt die erste Folge der Comedyreihe Kanal fatal aus.
- 30. Januar – Start des englischsprachigen Super Channel, der über Satellit in weiten Teilen Europas zu empfangen ist.
- 31. Januar – Bei der Vergabe der 44. Golden Globes in Los Angeles werden die Fernsehserien L.A. Law und Golden Girls ausgezeichnet.
- 26. März – Die Talkshow live ist erstmals beim ZDF zu sehen.
- 5. April – Auf FOX ist die erste Ausgabe der Tracey Ullman Show zu sehen.
- 5. April – Auf FOX startet Married… with Children, eine der erfolgreichsten Sitcoms der Fernsehgeschichte.
- 16. April – Das Erste Deutsche Fernsehen strahlt erstmals das Natur und Umweltmagazin für Kinder Sei kein Frosch aus.
- 19. April – Die von Matt Groening geschaffenen Zeichentrickfiguren der Familie Simpson haben in einem fünfminütigen Kurzfilm mit dem Titel „Good Night“ in der Tracey Ullman Show ihren ersten Auftritt im Fernsehen. Später entsteht um diese Figuren die Serie Die Simpsons.
- 1. August – Sendestart von MTV Europe. Das erste ausgestrahlte Musikvideo ist das Video zu Money for Nothing von den Dire Straits.
- 28. August – Die Personalityshow Na siehste! hat erstmals Premiere beim ZDF.
- September – Durch den Führungswechsel an der Unternehmensspitze kommen im ORF-Fernsehen einige neue Sendereihen wie Gesellschaftssendung Seitenblicke, die Jugendsendung X-Large, die Musikwunschsendung Wurlitzer oder die Doku-Reihe Universum zum Einsatz.
- 10. September – Karl-Heinz Köpcke, „Mister Tagesschau“, spricht zum letzten Mal die Tagesschau. Er hört damit nach 28 Jahren auf und übergibt die Aufgabe des Chefsprechers an Werner Veigel weiter.
- 26. September – Zum ersten Mal wird eine Folge der ZDF-Samstagabendshow Wetten, dass..? von Thomas Gottschalk moderiert.
- 4. Oktober – Auf FS 1, dem ersten Fernsehkanal des ORF, ist die erste Ausgabe des Musik- und Jugendkulturmagazins X-Large zu sehen.
- 9. Oktober – Auf ORF und dem Ersten Deutschen Fernsehen ist die erste Ausgabe der Dating-Show Herzblatt, moderiert von Rudi Carrell, zu sehen.
- 21. November – Im Ersten Deutschen Fernsehen, dem Schweizer Fernsehen und auf FS 1 wird die letzte Ausgabe der Quizshow Einer wird gewinnen mit Hans-Joachim Kulenkampff ausgestrahlt.
- 22. November – Die Ausstrahlung der Doctor Who Folge Horror of Fang Rock wird auf dem PBS-Kanal WTTW in Chicago durch ein Störsignal eines Piratensenders für 88 Sekunden unterbrochen. Dabei erscheint ein Mann in einer Max-Headroom-Maske. Der Vorfall wurde als Max Headroom broadcast signal intrusion incident bekannt.
- 14. Dezember – Die Schulzeitsendung mit Dieter Kronzucker,Klassentreffen hat im ZDF Premiere.
- 20. Dezember – Der Sonntags Nach-Tisch wird zum letzten Mal vom ZDF ausgestrahlt.

### Serienstarts im deutschen Fernsehen
- 1. Januar – Ein Engel auf Erden (ZDF)
- 8. Januar – Endstation goldener Fluß (ARD)
- 11. Januar – Yes Minister (S3)
- 19. Januar – Moselbrück (ARD)
- 29. Januar – Das Erbe der Guldenburgs (ZDF)
- 5. Februar – Bill Cosbys Familienbande (ZDF)
- 10. Februar – Der Landarzt (ZDF)
- 25. Februar – Schlechte Zeiten für Gespenster (HR)
- 12. März – Das A-Team (ARD)
- 5. April – Der Schatz im Niemandsland (ZDF)
- 27. Juni – M.A.S.K. (RTLplus)
- 9. Juli – Stahlkammer Zürich (ARD)
- 24. Juli – Henry und ein linkes Bein (ARD)
- 26. August – Die Colbys – Das Imperium (Sat.1)
- 27. August – Cagney & Lacey (Sat.1)
- 29. August – MacGyver (Sat.1)
- 5. Oktober – Hulk (RTLplus)
- 6. Oktober –  Praxis Bülowbogen (ARD)
- 7. Oktober – Der Equalizer (RTLplus)
- 15. November – Waldhaus (ZDF)
- 5. Dezember – Die Glücksbärchis (RTLplus)
- 15. Dezember – Flamingo Road (ARD)
- 21. Dezember – Hals über Kopf (ZDF)
- 25. Dezember – Anna (ZDF)

## Geboren
- 28. September – Hilary Duff, US-amerikanische Schauspielerin, wird in Houston, Texas geboren. Sie wird 2001–2004 in der Sitcom Lizzie McGuire durch die Verkörperung der Titelrolle einem weltweiten Fernsehpublikum bekannt.
- 4. Dezember – Orlando Brown, US-amerikanischer Schauspieler, wird in Los Angeles geboren. Er wird durch die Rolle des Eddie Thomas in der US-Fernsehserie Raven blickt durch bekannt.

## Gestorben
- 10. Februar – Hans Rosenthal, deutscher Showmaster (Dalli Dalli) stirbt 61-jährig in Berlin.
- 24. Februar – Jim Connors, US-amerikanischer Radiomoderator, stirbt 46-jährig in Virginia.
- 3. März – Danny Kaye, US-amerikanischer Comedian und Schauspieler stirbt 76-jährig in Los Angeles.
- 13. März – Bernhard Grzimek, deutscher Verhaltensforscher, Tiermediziner und Fernsehmoderator (ARD-Reihe Ein Platz für Tiere) stirbt 77-jährig in Frankfurt am Main.
- 19. April – Hugh Brannum, US-amerikanischer Radio- und Fernsehmoderator stirbt 77-jährig in East Stroudsburg, Pennsylvania. Brannum wurde vor allem durch die CBS-Kinderserie Captain Kangaroo bekannt.
- 19. August – Hayden Rorke, US-amerikanischer Schauspieler, stirbt 76-jährig in Toluca Lake. Rorke wurde einem weltweiten Fernsehpublikum in der Rolle des Colonel Alfred Bellows in der Fernsehserie Bezaubernde Jeannie, 1965–1970 bekannt.
- 5. September – Quinn Martin, US-amerikanischer Fernsehproduzent stirbt 65-jährig in Kalifornien. Die von ihm gegründete „QM-Produktions“ war für so erfolgreiche Serien wie Auf der Flucht, 1963–1967 oder Die Straßen von San Francisco, 1972–1977 verantwortlich.
- 11. September – Lorne Greene, kanadischer Hörfunkmoderator und Schauspieler, stirbt 72-jährig in Santa Monica. Greene verkörperte in der Westernserie Bonanza die Rolle des Ben Cartwright.
- 27. Oktober – Heinz Fischer-Karwin, österreichischer Journalist, Hörfunk- und Fernsehmoderator, stirbt 72-jährig in Wien. Er wurde durch seine langjährige Hörfunksendung Aus Burg und Oper und der späteren Fernsehsendung Ihr Auftritt bitte zu einer Figur des öffentlichen Lebens in Österreich.
- 1. November – Erwin Parker, deutscher Schauspieler, Hörspielsprecher und Schauspiellehrer stirbt 84-jährig in Zürich.
- 4. November – Ekkehard Fritsch, deutscher Schauspieler (Die Wicherts von nebenan, Die Hesselbachs) stirbt 66-jährig in Berlin.